# Radoboj
Radoboj je vesnice a správní středisko stejnojmenné opčiny v Chorvatsku v Krapinsko-zagorské župě. Nachází se asi 4 km východně od Krapiny. V roce 2011 žilo v Radoboji 1 282 obyvatel, v celé opčině pak 3 387 obyvatel.
Součástí opčiny je celkem devět trvale obydlených vesnic.
- Bregi Radobojski – 445 obyvatel
- Gorjani Sutinski – 145 obyvatel
- Gornja Šemnica – 627 obyvatel
- Jazvine – 382 obyvatel
- Kraljevec Radobojski – 49 obyvatel
- Kraljevec Šemnički – 117 obyvatel
- Orehovec Radobojski – 282 obyvatel
- Radoboj – 1 282 obyvatel
- Strahinje Radobojsko – 58 obyvatel

Opčinou prochází státní silnice D35 a župní silnice Ž2122 a Ž2123.